# Obranná strategie ČR 2023
Obranná strategie ČR 2023 je vládní dokument, který popisuje jakým hrozbám čelí ČR a co je třeba udělat, aby obrana ČR byla silná a spolehlivá. Jako hlavní priority stanovuje celospolečenský přístup k obraně, zdrojové zajištění armády a členství v NATO. Dokument navazuje na Bezpečnostní strategii ČR z června 2023. Zohledňuje také nové strategické dokumenty NATO a EU. 
Prvořadým úkolem je podle nové obranné strategie odstrašení útočníka. Obrana země je dle dokumentu záležitostí i všech jejích obyvatel.
Za nejvážnější dlouhodobou hrozbu pro bezpečnost ČR i spojenců označuje dokument Rusko. 

## Historie
Vláda se v programovém prohlášení z ledna 2022 zavázala do roku 2023 přijmout aktualizaci Obranné strategie ČR.
Na podzim roku 2022 byla zahájena příprava nové bezpečnostní strategie ČR a nové obranné strategie ČR.
V červnu 2023 byla vládou přijata nová bezpečnostní strategie ČR,což je střechový dokument, z kterého obranná strategie vychází.
Do přípravy byla zapojena širší bezpečnostní komunita včetně akademických institucí, byly od začátku zapojeny relevantní složky veřejné správy, což má svědčit , že jedním z hlavních principů je celospolečenský přístup k obraně. Do konzultací byli zapojeni i zástupci obranného průmyslu ČR (z sekce obranného průmyslu Hospodářské komory ČR), protože i důraz na význam obranného průmyslu na obranyschopnost  země bude důležitou součástí dokumentu.
1. září 2023 proběhlo projednání ve Výboru pro obranu Poslanecké sněmovny.
Koncem září 2023 je plánováno projednání obranné strategie v Bezpečnostní radě státu.
Na přelomu září a října bude obranná strategie předložena na vládu.
Na dokumenty Bezpečnostní a Obranné strategie bude navazovat dokument Koncepce výstavby armády České republiky 2035 tzv.KVAČR, který bude předložen v průběhu listopadu do vlády. 
4. října 2023 byla Obranná strategie publikována vládou bez předchozího seznámení a projednávání s veřejnosti.

## Obsah

### Účel a cíle obranné strategie České republiky
1. Obrana státu patří mezi jeho nejdůležitější úkoly
2. Účelem Obranné strategie České republiky (Strategie) je definovat základní východiska, cíle a nástroje obranné politiky a úkoly obranného systému ČR v reakci na stav a vývoj bezpečnostního prostředí, v němž se Česká republika nachází
3. Strategie navazuje na Bezpečnostní strategii ČR[3], schválenou usnesením vlády ze dne 28. června 2023 č. 478, a rozpracovává její implikace pro oblast obrany.
4. Strategie poskytuje zadání pro návazné koncepční dokumenty v oblasti obrany a plánovací procesy v obranném systému ČR.
5. Strategie navazuje na důležité strategické a plánovací dokumenty NATO a EU (Strategická koncepce NATO , Strategický kompas EU) a v potřebném rozsahu je implementuje do obranné politiky ČR.[6]

### Bezpečnostní prostředí a jeho dopady na obranu
1. Dokument obviňuje Rusko z rozpoutání největšího vojenského konfliktu v Evropě od konce druhé světové války.
2. Dokument hodnotí riziko přímého vojenského ohrožení ČR jako nízké. I přesto je pravděpodobnost vojenského napadení ČR nebo některého z jiných členských států NATO či EU nejvyšší od konce studené války.
3. V případě vojenského konfliktu mezi agresorem a aliančními spojenci mohou území ČR přímo ohrozit zbraňové systémy dlouhého dosahu použité protivníkem a jím vedené zpravodajské, diverzní a sabotážní operace.
4. Rusko dle dokumentu představuje nejzávažnější hrozbu pro bezpečnost ČR.
5. Ohrožení zejména pro země východního křídla NATO představuje i postupná integrace Běloruska do ruských vojenských struktur.
6. V zájmu bezpečnosti a obrany ČR je, aby byla plně obnovena svrchovanost a teritoriální integrita Ukrajiny.
7. Současná podoba mezinárodní bezpečnosti je určována především globálním strategickým soupeřením. Jeho podstatou je snaha některých států, zejména Ruska a Čínské lidové republiky (ČLR), změnit mezinárodní řád a prosadit vlastní představu globálního uspořádání.
8. Čínská lidová republika v řadě oblastí působí proti bezpečnostním zájmům ČR a jejích spojenců. Jedná se především o kybernetické útoky, hybridní působení, zneužívání technologické a surovinové závislosti, aktivity ve vesmíru a politickou a vojenskou spolupráci s Ruskem.
9. Zásadně je oslabena funkčnost systému kooperativní bezpečnosti, a ČR na něj proto nemůže v krizovém řízení spoléhat. Tím se dále zvyšuje význam aktivního členství ČR v NATO a EU.
10. Česká republika je přesvědčena, že dokud budou existovat jaderné zbraně, musí NATO zůstat jadernou aliancí.
11. Hrozbu pro ČR představují kybernetické útoky, dezinformační kampaně, ekonomický nátlak a sabotážní, subverzní a zpravodajské aktivity.
12. Rapidní technologický vývoj a šíření technologií přinášejí klíčové změny ve způsobu vedení ozbrojených konfliktů.[6]

### Východiska, principy a předpoklady obrany ČR
1. Obrana ČR nezačíná na hranicích ČR, ale daleko za nimi. Jejím předpokladem je věrohodná kolektivní obrana členských států NATO.
2. Prvotním úkolem kolektivní obrany NATO, na níž se Česká republika aktivně podílí, je odradit jakéhokoli protivníka od útoku na spojenecké země. V případě, že odstrašení selže, ČR se společně se svými aliančními spojenci zapojí do operace kolektivní obrany.
3. Hlavním úkolem české obranné politiky všestranná příprava na dlouhotrvající obrannou válku vysoké intenzity s technologicky vyspělým protivníkem vybaveným jadernými zbraněmi.
4. Za tímto účelem bude ČR budovat vojenské i nevojenské schopnosti potřebné pro kolektivní i individuální odstrašení a obranu před možnou agresí.
5. Budoucí konflikty budou vyžadovat vedení multidoménových operací[7]. Klíčovou potřebou proto bude zajištění součinnosti a vysoké úrovně harmonizace úsilí ve všech oblastech vojenského působení, tedy v rámci pozemních, vzdušných, námořních, kybernetických a vesmírných operací. Nezbytné je i zapojení civilních institucí.
6. NATO realizuje nejzásadnější reorganizaci a posílení svých schopností a nástrojů odstrašení a obrany za posledních třicet let.
7. Jde zejména o novou architekturu operačních plánů a novou podobu Struktury sil NATO dle Nového modelu sil (New Force Model) včetně struktury velení a řízení. To v případě ČR znamená zásadní zvýšení nároků na logistické kapacity včetně vytvoření předsunutých zásob munice a dalšího materiálu a vybudování schopnosti přijetí velkého počtu spojeneckých sil (pozemních i vzdušných) na území ČR a jejich všestranného zabezpečení (Host Nation Support, HNS). V případě zvýšeného ohrožení bude ČR jak tranzitní, tak hostitelskou zemí pro spojenecké vojenské jednotky.
8. Vzhledem k rychlým přechodům mezi mírem, krizí a konfliktem je pro zajištění odstrašení a obrany důležité, aby některá rozhodnutí byla přijímána a realizována i v období mimo krizové stavy. To může zahrnovat jak rychlé vyslání českých jednotek vyčleněných do operací a dalších aktivit pod velením NATO, tak zabezpečení HNS.
9. V souladu se svými závazky vyplývajícími ze Smlouvy o nešíření jaderných zbraní nebude ČR usilovat o získání jaderných zbraní. Česká republika se však aktivně účastní jaderného plánování NATO a přispívá k aliančnímu jadernému odstrašení.
10. Významnými partnery ČR v oblasti obrany jsou zejména USA, Spojené království, Německo, Polsko a Slovensko.
11. Základní podmínkou obranyschopnosti ČR je zapojení všech potřebných orgánů veřejné správy a společnosti jako celku (celovládní a celospolečenský přístup k obraně).
12. Rozvoj obranně-průmyslové základny ČR je nezbytností.
13. Nezbytnou podmínkou dosažení potřebných obranných schopností je zvyšování obranných výdajů, které v roce 2024 dosáhnou 2 % HDP a nejméně na této úrovni budou následně trvale udržovány.[8][6]

### Požadavky na obranný systém ČR
Ústřední úlohou obranného systému ČR je obrana státu prostřednictvím zapojení do společného obranného úsilí v rámci NATO. Z toho pro ČR vyplývají dva hlavní úkoly: 
- v souladu s přijatými Cíli výstavby schopností NATO vybudovat dobře vyzbrojené, vybavené, vycvičené a v boji udržitelné vojenské jednotky nasaditelné do operací kolektivní obrany a
- zabezpečit území státu a zajistit na něm přijetí a podporu spojeneckých vojenských sil.

ČR a její obranný systém včetně ozbrojených sil budou schopny naplnit následující požadavky a plnit následující úkoly: 
1. V rámci NATO se podílet na efektivním odstrašování protivníků a obraně ČR a spojenců ve všech operačních doménách (pozemní, vzdušné, vesmírné, kybernetické, námořní).
2. Pro účely kolektivní obrany NATO vybudovat síly a schopnosti v rozsahu odsouhlaseném v rámci aliančního procesu obranného plánování a síly a schopnosti k plnění úkolů pod národním velením. Tyto síly musí být adekvátně vyzbrojené, vybavené, vycvičené, zásobené, interoperabilní se spojeneckými silami, nasaditelné, udržitelné v boji a připravené k vedení dlouhotrvající obranné války vysoké intenzity s technologicky vyspělým protivníkem vybaveným jadernými zbraněmi. Musí být udržovány ve stupni připravenosti odpovídajícím jejich zařazení do Nového modelu sil NATO.
3. Na území ČR zajistit podmínky pro odstrašování protivníků a kolektivní obranu NATO. To zahrnuje podporu přijetí, působení a přesunů potenciálně velkého množství spojeneckých sil podle požadavků na zajištění HNS. Předpokladem je spolupráce příslušných orgánů veřejné správy při poskytování zdravotnického zabezpečení, kapacit pro přenocování a odpočinek, dopravní infrastruktury (silniční, železniční, letecké), dodávek pohonných hmot, potravin, pitné vody a dalších zásob a ochrany spojeneckých sil na území ČR.
4. Za účelem zabezpečení území ČR, ochrany obyvatel a plnění potřeb kolektivní obrany mít k dispozici jak dostatečné schopnosti pozemní protivzdušné obrany, tak pokročilé nadzvukové letectvo zapojené do systému protivzdušné a protiraketové obrany NATO (NATINAMDS).
5. Nasadit ozbrojené síly do vojenských operací mimo území ČR vedených NATO, EU, OSN či ad hoc koalicemi za účelem zvládání následků bezpečnostních krizí, stabilizace konfliktních oblastí, potlačování terorismu a realizace humanitárních akcí. Zapojení ozbrojených sil do misí a operací mezinárodního krizového řízení ale nesmí oslabit obranyschopnost ČR a schopnost podílet se na aliančních odstrašujících opatřeních a kolektivní obraně.
6. Ve spolupráci s partnery nebo (v krajním případě a v omezené míře) i samostatně nasadit ozbrojené síly mimo území ČR za účelem záchranných operací či evakuace českých občanů z krizových oblastí.
7. Česká republika systematicky vytváří schopnost válečného rozvinutí svých ozbrojených sil včetně systému mobilizace,[6]

Dle pana ředitele Jireše budou identifikovány a navrženy potřebné změny v oblasti obranné legislativy.
Ministryně obrany Černochová zmínila v souvislosti s obrannou dohodou nutnost řešit kam přesunout civilní pacienty z vojenských nemocnic v případě konfliktu. 

## Kritika a podněty
Pan poslanec Pavel Růžička apeloval  na nutnost řešení problematiky civilní ochrany, která je nyní v kompetenci Ministerstva vnitra a tuto oblast příliš nekoordinuje. Vznesl dotaz zda by se vojenskou složkou civilní ochrany neměl více věnovat resort obrany.  Podle ministryně Černochové jsou kryty civilní ochrany a ohlašování stavu nebezpečí v kompetenci Krajských úřadů, věc s nimi byla komunikována, ale odpovědi přišly nic moc a změny se zatím neočekávají.  